# IceWeasel
|  | Aquest article tracta sobre la versió del Firefox distribuïda per Debian. Si cerqueu la versió del Projecte GNU, vegeu «GNU IceCat». |

L'IceWeasel va ser una versió del navegador web lliure Firefox distribuïda per Debian per a resoldre la demanda feta per Mozilla que els impedia utilitzar el nom oficial si la versió que distribuïen contenia canvis en el codi.
Les versions del sistema operatiu Debian reben actualitzacions de seguretat durant un període molt llarg de temps i qualsevol programa inclòs en aquestes versions pot rebre una actualització quan s'hi troba cap problema de seguretat. Mozilla demanava que, si es feia servir la marca oficial, els canvis fossin aprovats per Mozilla, mentre que Debian va considerar que això no era viable i que significava deixar la seguretat dels seus sistemes en mans d'una altra organització. A causa d'aquesta desavinença, Debian va decidir utilitzar una altra marca diferent de la oficial. Es va utilitzar el nom d'IceWeasel, que en aquell moment també utilitzava el GNU IceCat, una versió del Firefox distribuïda pel Projecte GNU.
De manera similar, Debian va reanomenar el Mozilla Thunderbird i el SeaMonkey com a Icedove i Iceape, respectivament.
Tant el Firefox com el Thunderbird van tornar al seu nom original el 2017, mentre que el projecte Iceape es va acabar abandonant.